# Abdij Saint-Pierre van Moissac

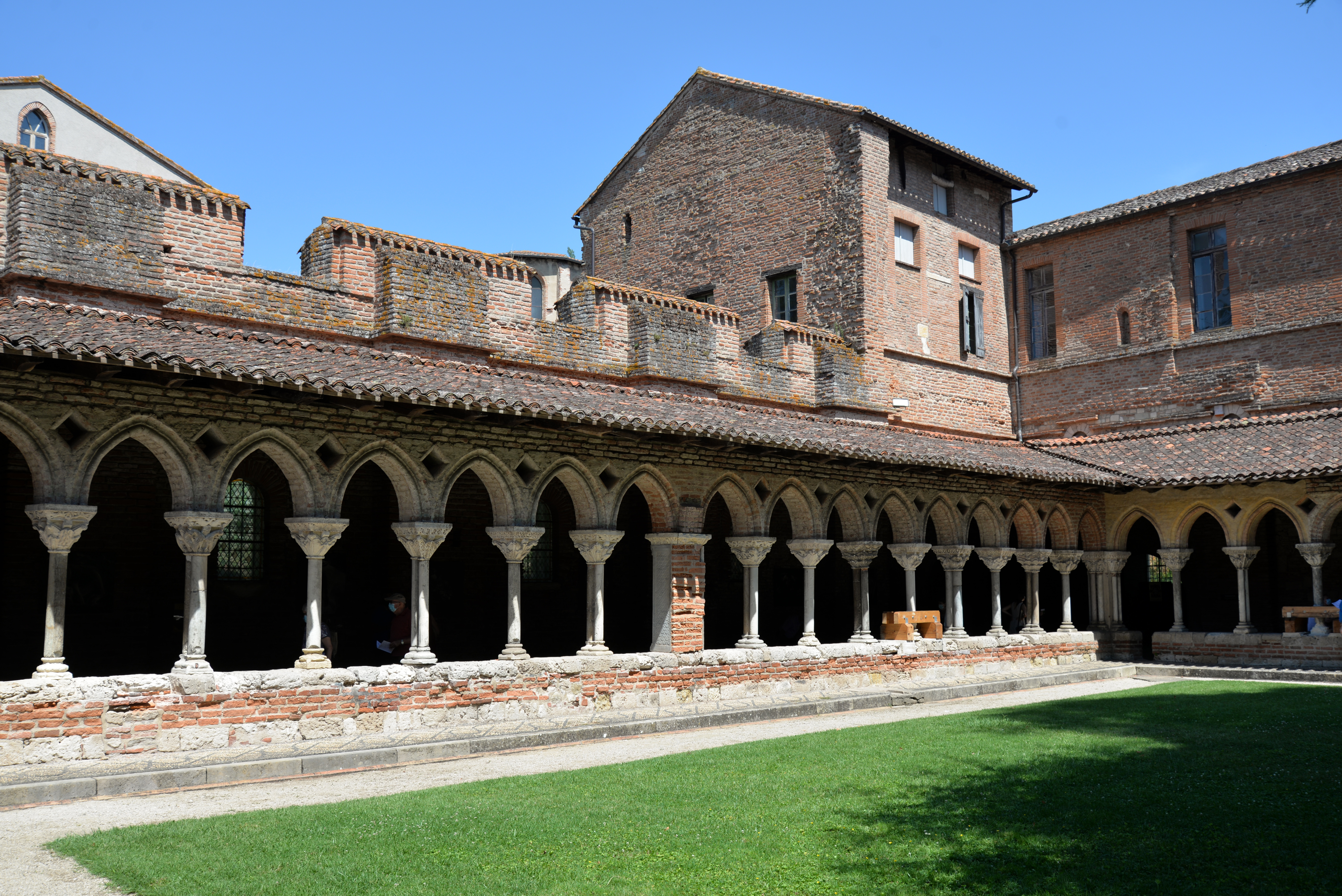
Romaans klooster

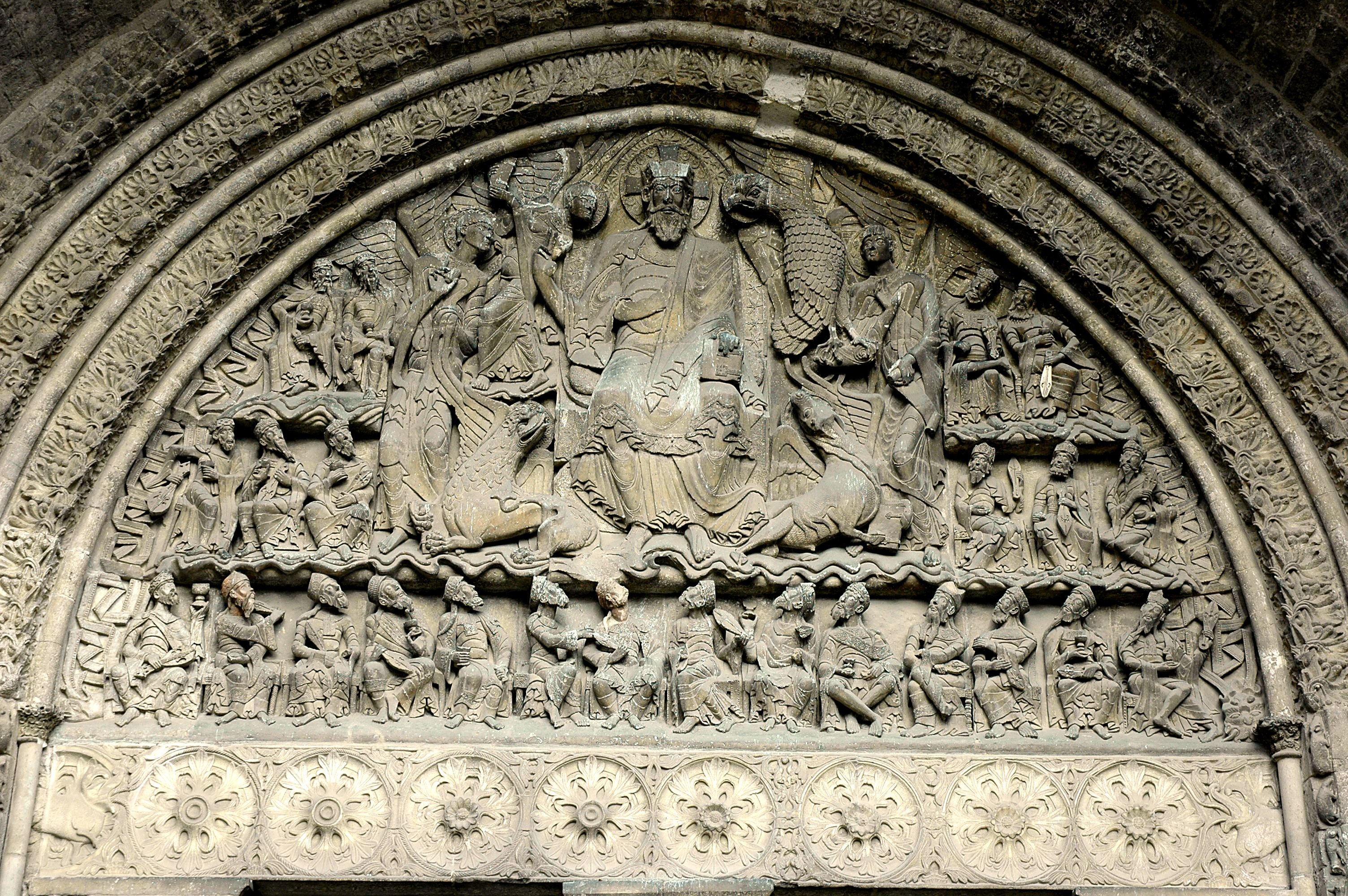
Timpaan van het zuidportaal van de kerk

De Abdij Saint-Pierre van Moissac (Frans: Abbaye Saint-Pierre de Moissac) is een voormalige benedictijnenabdij in de Franse gemeente Moissac (Tarn-et-Garonne). Het klooster en het zuidportaal van de voormalige abdijkerk staan bekend om hun romaans beeldhouwwerk. De abdij staat op de Unesco-Werelderfgoedlijst als onderdeel van de inschrijving Pelgrimsroutes in Frankrijk naar Santiago de Compostella.

## Geschiedenis
Aan het einde van de 8e eeuw werd de abdij gesticht door benedictijnen. Er werd gekozen voor een plaats in de uitlopers van de heuvels van Quercy, in de nabijheid van de rivieren Tarn en Garonne. In de 11e eeuw sloot de abdij zich aan bij de Orde van Cluny. De abdij vergaarde grote rijkdommen en werd een belangrijk centrum voor kennisoverdracht door haar scriptorium. De tucht verslapte en de abdij raakte in verval. In 1626 werd de abdij geseculariseerd. Na de Franse Revolutie werd de abdij afgeschaft en werden de gebouwen verkocht. De abdijkerk werd parochiekerk. De abdijkerk en het klooster waren bij de eerste gebouwen die in Frankrijk werden beschermd als historisch monument in 1840. Maar een spoorlijn werd later in de 19e eeuw dwars door de abdijgebouwen getrokken: het refectorium werd hiervoor afgebroken en het geheel van het abdijcomplex werd onherroepelijk verbroken. In de loop van de 20e eeuw kocht de gemeente de abdijgebouwen.

## Gebouwen
De abdijkerk is grotendeels 15e-eeuws maar op de lagere delen zijn stukken van de eerdere romaanse kerk bewaard gebleven. Het zuidelijk portaal van de abdijkerk gaf uit op het hoofdplein van de stad.  Het is rijk versierd met romaanse beeldhouwkunst. Op het timpaan is de terugkeer van Christus bij het laatste oordeel afgebeeld.
De klokkentoren van de kerk heeft een romaans, stenen gewelf rond een centraal oculus.
Het klooster is een van de grootste en best bewaarde romaanse kloosters. Het werd gebouwd aan het einde van de 11e eeuw. De 76 gebeeldhouwde kapitelen hebben elk een uniek ontwerp.
De Hôtellerie Sainte-Foy is het vroegere gastenverblijf van de abdij. Het werd waarschijnlijk gebouwd in de 11e eeuw. Het werd daarnaast ook gebruikt om zieke of hoogbejaarde monniken te verzorgen in meer comfortabele omstandigheden dan in het klooster. Vanaf de 14e eeuw verbleef de abt hier ook regelmatig en daarom wordt het soms ook het abtenpaleis genoemd. In de 18e eeuw werd het verbouwd en enkel de toren bleef in originele, middeleeuwse staat. In deze toren bevindt zich op het gelijkvloers een romaanse kapel met fresco's van het einde van de 12e eeuw. Deze kapel werd gerestaureerd in 2008. Erboven is een gotische kapel uit de 15e eeuw.
Tussen het klooster en het gastenhuis bevond zich de verdwenen kapel Notre-Dame, in de kruidtuin van de abdij.

## Afbeeldingen

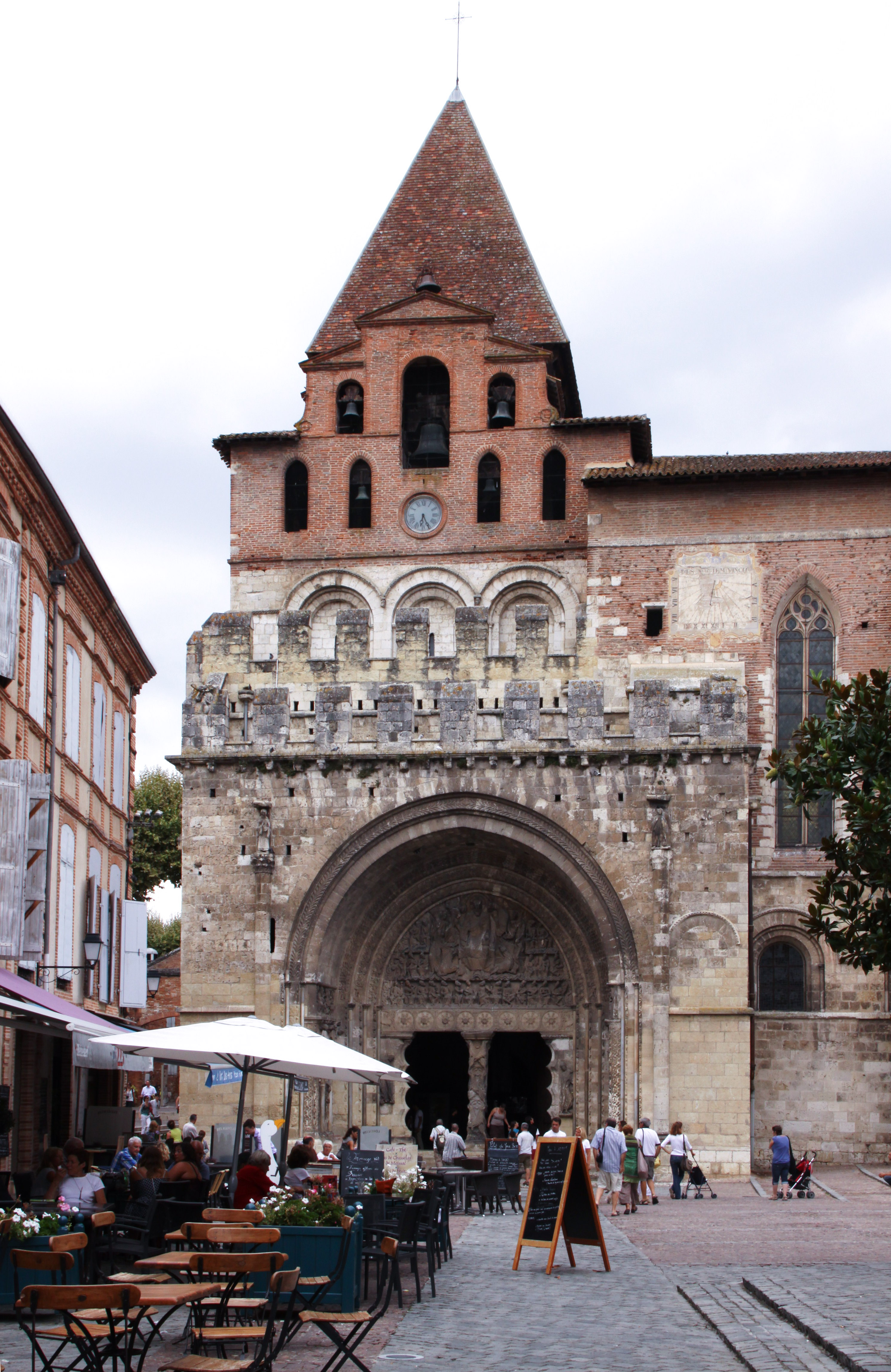
Zuidportaal en klokkentoren
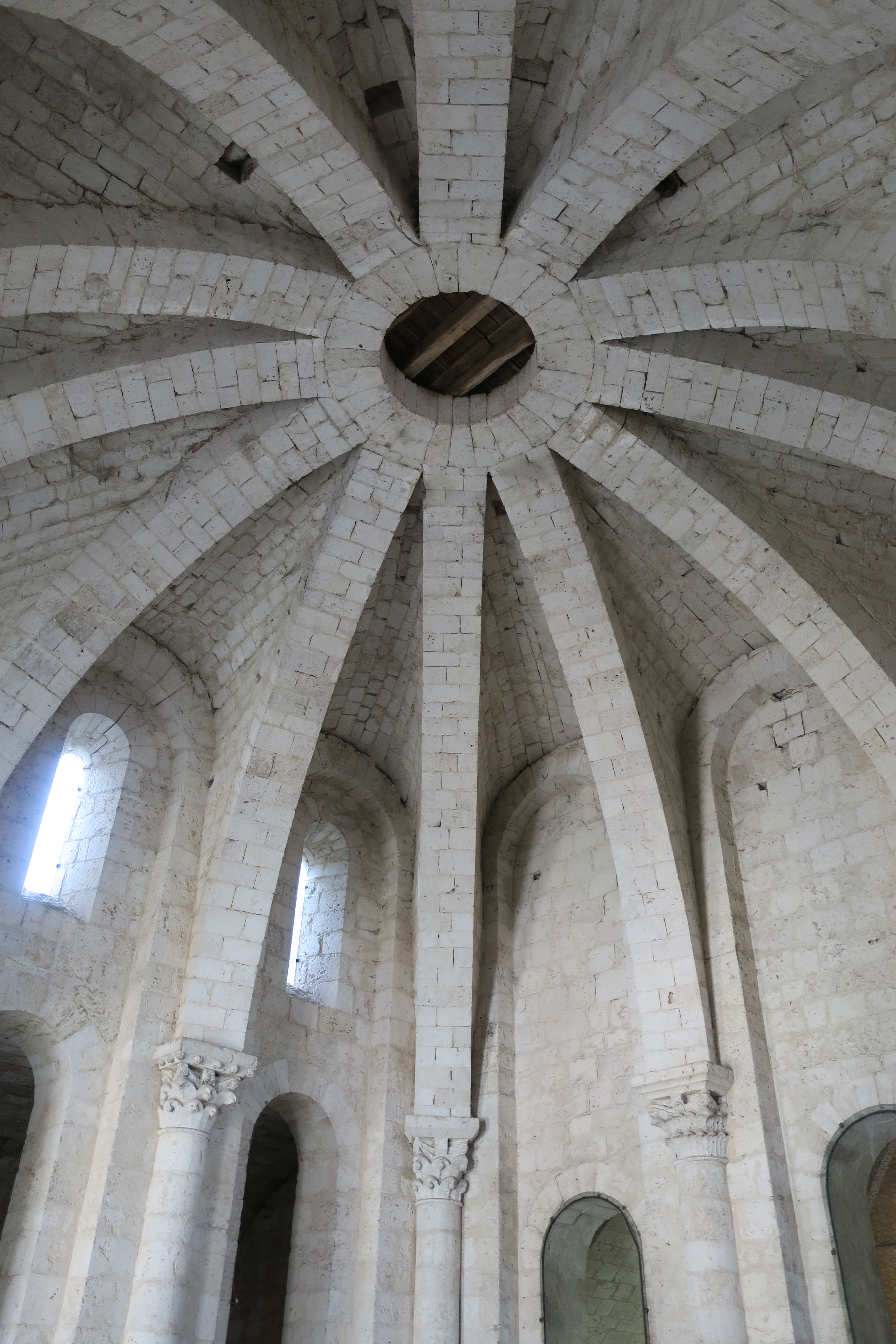
Gewelven van de klokkentoren
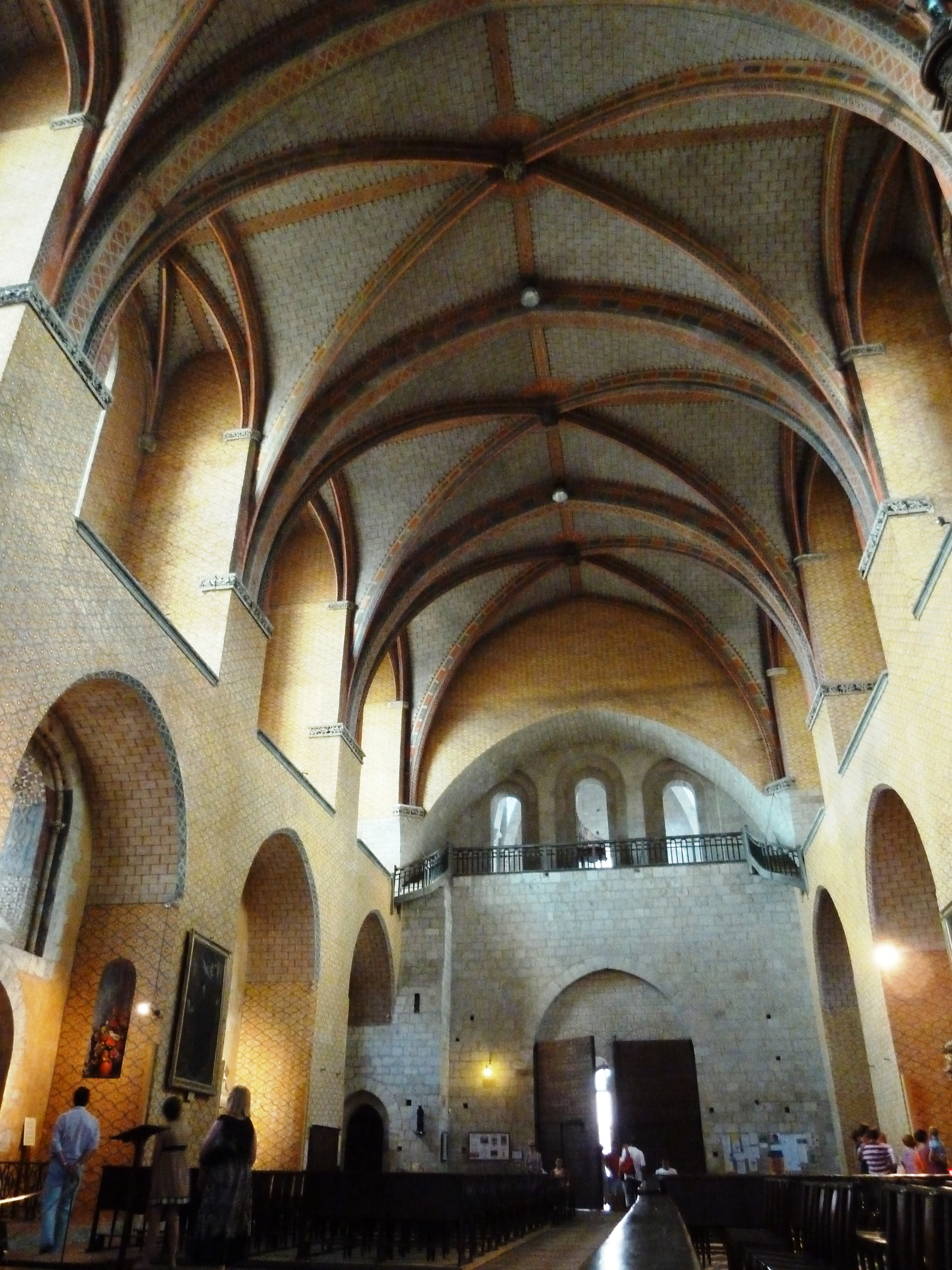
Interieur van de kerk
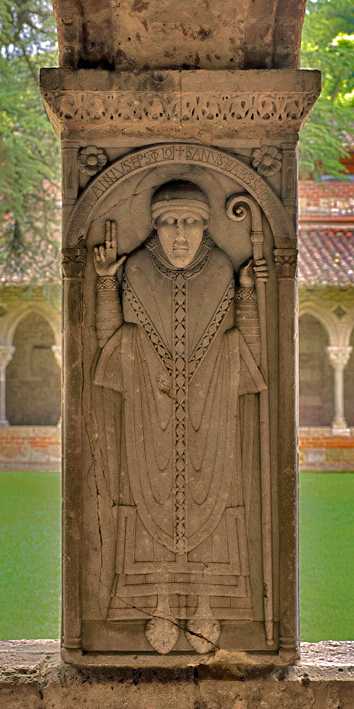
Klooster
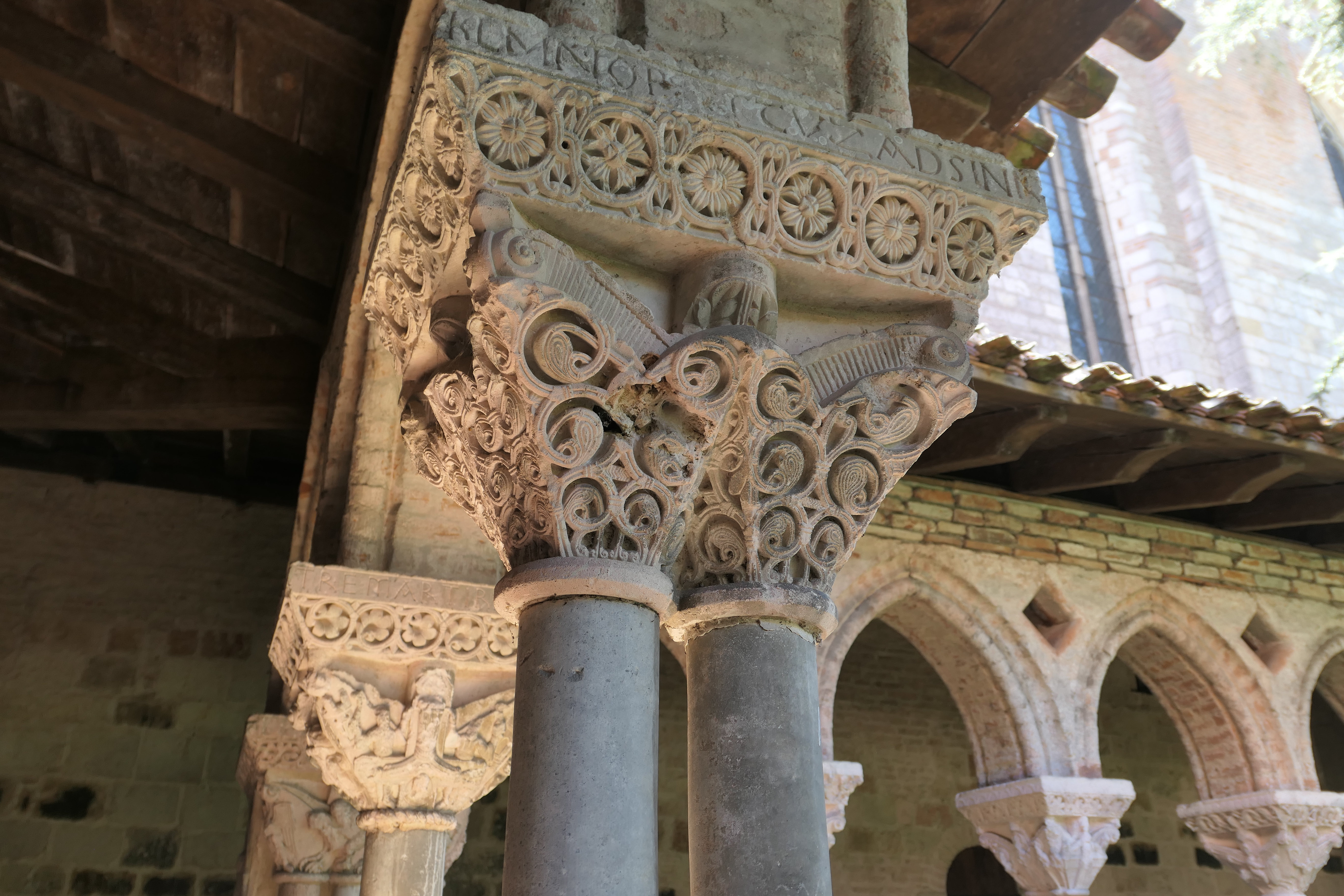
Romaans kapiteel
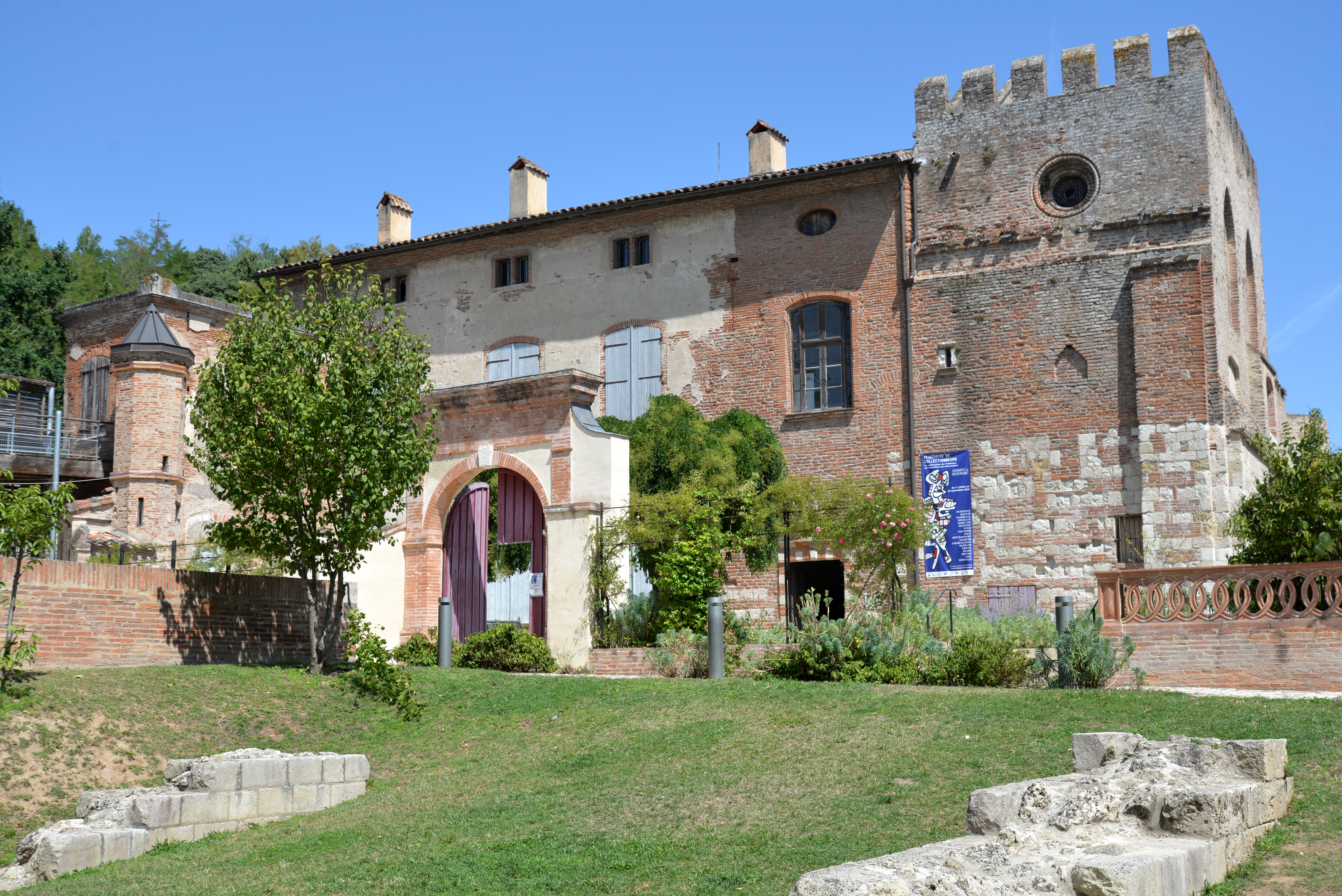
Hôtellerie Sainte-Foy